# ونستون لورد
ونستون لورد (بالإنجليزية: Winston Lord)‏ (و. 1937 – م) هو سياسي، ودبلوماسي من الولايات المتحدة الأمريكية

## التعليم
تعلم في جامعة ييل، وجامعة تافتس.